# 노란허리잠자리
노란허리잠자리는 잠자리목 잠자리과의 곤충이다. 